# Magno (usurpador romano)
Magno (em latim: Magnus) foi um usurpador romano. Ele era um senador de status consular. Depois da morte de Alexandre Severo em 235, havia pouca disposição do senado romano em elevar Maximino Trácio ao trono. Um grupo de oficiais e senadores liderados por Magno armaram um complô para derrubá-lo. O plano era enviar soldados romanos para destruir a ponte sobre o Reno depois que Maximino a cruzasse com seu exército para lutar contra as tribos germânicas. Ele ficaria então ilhado na margem norte à mercê dos inimigos. Porém, antes que pudesse ser levado a cabo, a trama foi descoberta e todos foram executados.